# Koartwâld (molen)
Koartwâld, ook de Feanstermûne (of Feanster Moune) genoemd, is een korenmolen in het Friese dorp Surhuisterveen, nabij buurtschap Kortwoude - waar de molen zijn naam aan dankt - in de Nederlandse gemeente Achtkarspelen.

## Beschrijving
De molen is een achtkante stellingmolen die in 1864 werd gebouwd als vervanger van een standerdmolen, die het jaar ervoor door brand was verwoest. Voor 1905 werd in de molen enkel rogge gemalen. In 1906 werd hij voorzien van zelfzwichting op beide roeden. Een jaar later werd in de molen een petroleummotor geplaatst, om ook bij weinig wind te kunnen malen. Deze werd later vervangen door twee dieselmotoren, een tweetakt-Bronsmotor (1933) en een Diesel McLaren-driecilinder (1943).
De molen kreeg in 1944 een nieuwe roede, de laatste die door de firma Pot uit Kinderdijk werd gemaakt. Deze deed echter niet lang dienst: in 1946 verloor Koartwâld zijn wiekenkruis, kap en staart, toen bij een zware storm de kleppen van het zelfzwichtingssysteem werden dichtgeblazen. De molen werd niet hersteld en raakte uiteindelijk in verval.
In 1990 werd op initiatief van de Stichting de Feanster Moune, die inmiddels de molen in eigendom had verkregen, begonnen met de restauratie van de korenmolen. Daarbij werd ook de machinekamer met de dieselmotoren geheel hersteld, wat de molen tevens tot een industrieel monument maakt. De nieuwe bovenas van de molen was eerder onderdeel van de in 1964 afgebrande Puurveense Molen in Kootwijkerbroek. Voor zijn nieuwe toepassing moest hij iets worden ingekort. Op 30 september 1995 werd de restauratie van de molen officieel voltooid.
De molen is aangewezen als rijksmonument en kan worden bezichtigd.